# イモギリ陵墓

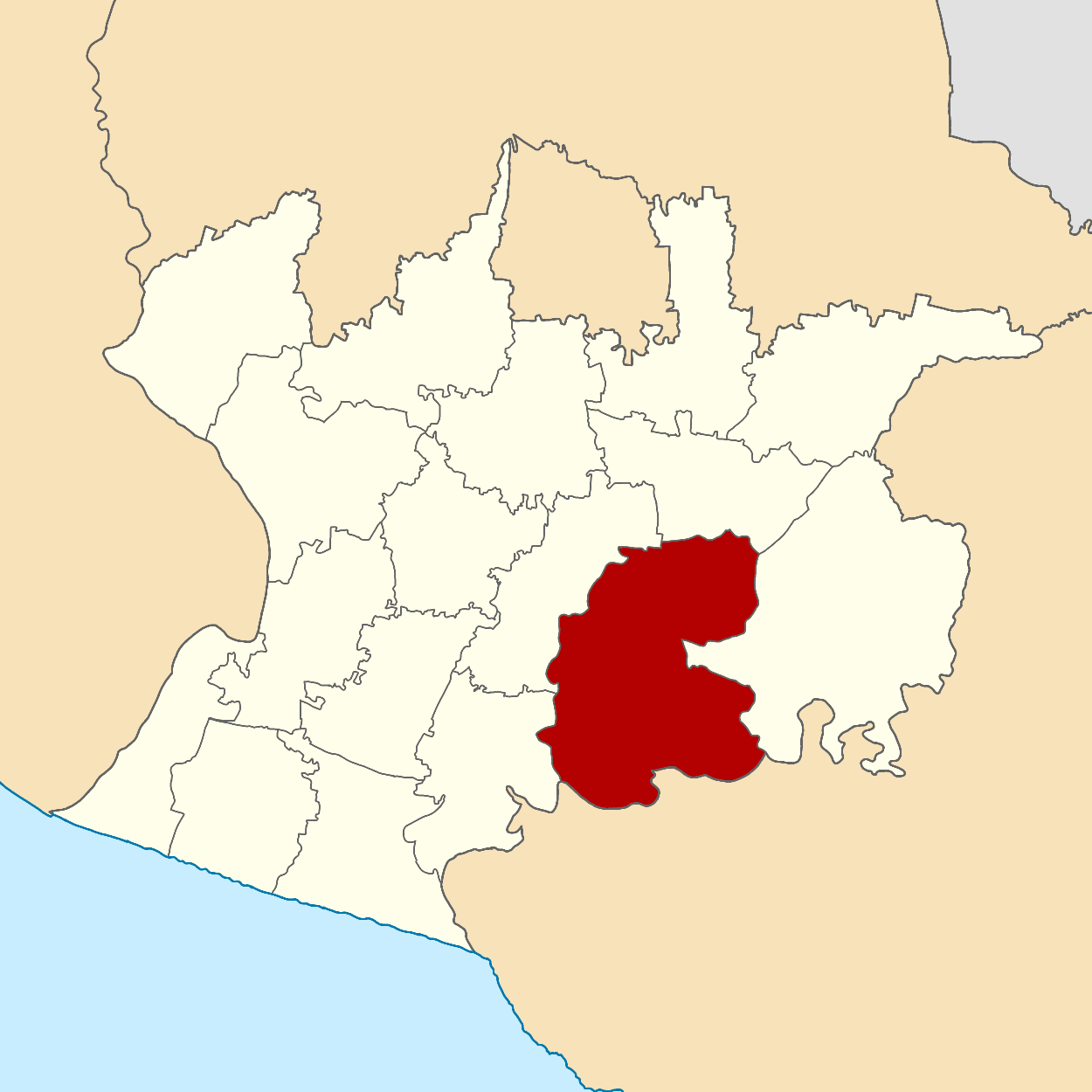

イモギリ陵墓（イモギリりょうぼ、Makam Imogiri）は、ジョグジャカルタの南のバントゥル県イモギリ郡の丘陵に建てられたジョクジャカルタ王家の陵墓である。正式にはハスルタンガ陵墓という。
マタラム王国のスルタン・アグンから王家分立後のジョクジャカルタ・スルタン家のハメンクブウォノ9世までの歴代の王やその家族が葬られている。
今でも神聖な場所とされ、参拝日や時間（一般は、月曜日10:00~13:00、金曜日13:00~16:00）が決められ、ジャワ式の正装（頭巾、衣装）と参拝でないと入場できない。スルタン・アグンの墓は一番上にあり、345もの階段を参拝形式に則り裸足で昇らなければならない。
ジャワ島中部地震の震源地に近く、特にレンガ造りの門などは著しい損傷を受けた。